# سيرجي إسكوبار
سيرجي إسكوبار روي (بالإسبانية: Sergi Escobar Roure، ولد في 22 سبتمبر 1974، لاردة، إسبانيا) دراج إسباني.
حاز على ميداليتين برونزيتين في دورة الألعاب الأولمبية الصيفية عام 2004 في أثينا، كما حاز على الميدالية الذهبية في بطولة العالم للدراجات الهوائية على المضمار عام 2004.

## إنجازاته

### الألعاب الأولمبية الصيفية
- 2004 أثينا  اليونان:  ميدالية برونزية في سباق المطاردة الفردية (Individual pursuit).
- 2004 أثينا  اليونان:  ميدالية برونزية في سباق المطاردة الفرقية (Team pursuit).

### بطولة العالم للدراجات الهوائية على المضمار
- 2003 شتوتغارت  ألمانيا:  ميدالية برونزية في سباق المطاردة الفردية (Individual pursuit).
- 2004 ملبورن  أستراليا:  ميدالية ذهبية في سباق المطاردة الفردية (Individual pursuit).
- 2004 بيرث  أستراليا:  ميدالية برونزية في سباق المطاردة الفرقية (Team pursuit).
- 2005 لوس أنجلوس  الولايات المتحدة:  ميدالية فضية في سباق المطاردة الفردية (Individual pursuit).
- 2007 ميورقة  إسبانيا:  ميدالية برونزية في سباق المطاردة الفردية (Individual pursuit).